# DoYaThing
Do Ya Thing é uma canção da banda virtual Gorillaz, lançada como single em 2012 e que não é pertencente a nenhum álbum da banda, e teve participação de James Murphy (LCD Soundsystem) e Andre 3000, do Outkast.

## Track Listing
- Download digital

1. "Do Ya Thing

- CD promocional

1. "Do Ya Thing"(MIX) - 4:26
2. "Do Ya Thing"(Versão Corpo Inteiro) - 13:09

- 10 Disco de Vinil

1. "Do Ya Thing"(Versão Corpo Inteiro) - 13:09